# Trichosteleum brachydictyon
Trichosteleum brachydictyon là một loài Rêu trong họ Sematophyllaceae. Loài này được (Besch.) A. Jaeger miêu tả khoa học đầu tiên năm 1878.